# 완도보길중학교
완도보길중학교(莞島甫吉中學校)는 대한민국 전라남도 완도군 보길면 부황리에 있는 공립 중학교이다.

## 학교 연혁
- 1974년 12월 27일 : 완도보길중학교 설립 인가
- 1975년 3월 1일 : 초대 주평로 교장 취임
- 1975년 3월 7일 : 개교 및 입학식 (6학급 인가)
- 2025년 2월 7일 : 제48회 18명 졸업(총 3,772명)
- 2025년 3월 1일 : 제28대 황선미 교장 부임
- 2025년 3월 4일 : 2025학년도 33명 입학

## 참고 자료
- 완도보길중학교 - 한국교육학술정보원 학교알리미